# Sneedville
Sneedville é uma cidade  localizada no estado norte-americano de Tennessee, no Condado de Hancock.

## Demografia
Segundo o censo norte-americano de 2000, a sua população era de 1257 habitantes.
Em 2006, foi estimada uma população de 1314, um aumento de 57 (4.5%).

## Geografia
De acordo com o United States Census Bureau tem uma área de
5,9 km², dos quais 5,9 km² cobertos por terra e 0,0 km² cobertos por água. Sneedville localiza-se a aproximadamente 357 m acima do nível do mar.

## Localidades na vizinhança
O diagrama seguinte representa as localidades num raio de 32 km ao redor de Sneedville.